# كصرلآزو

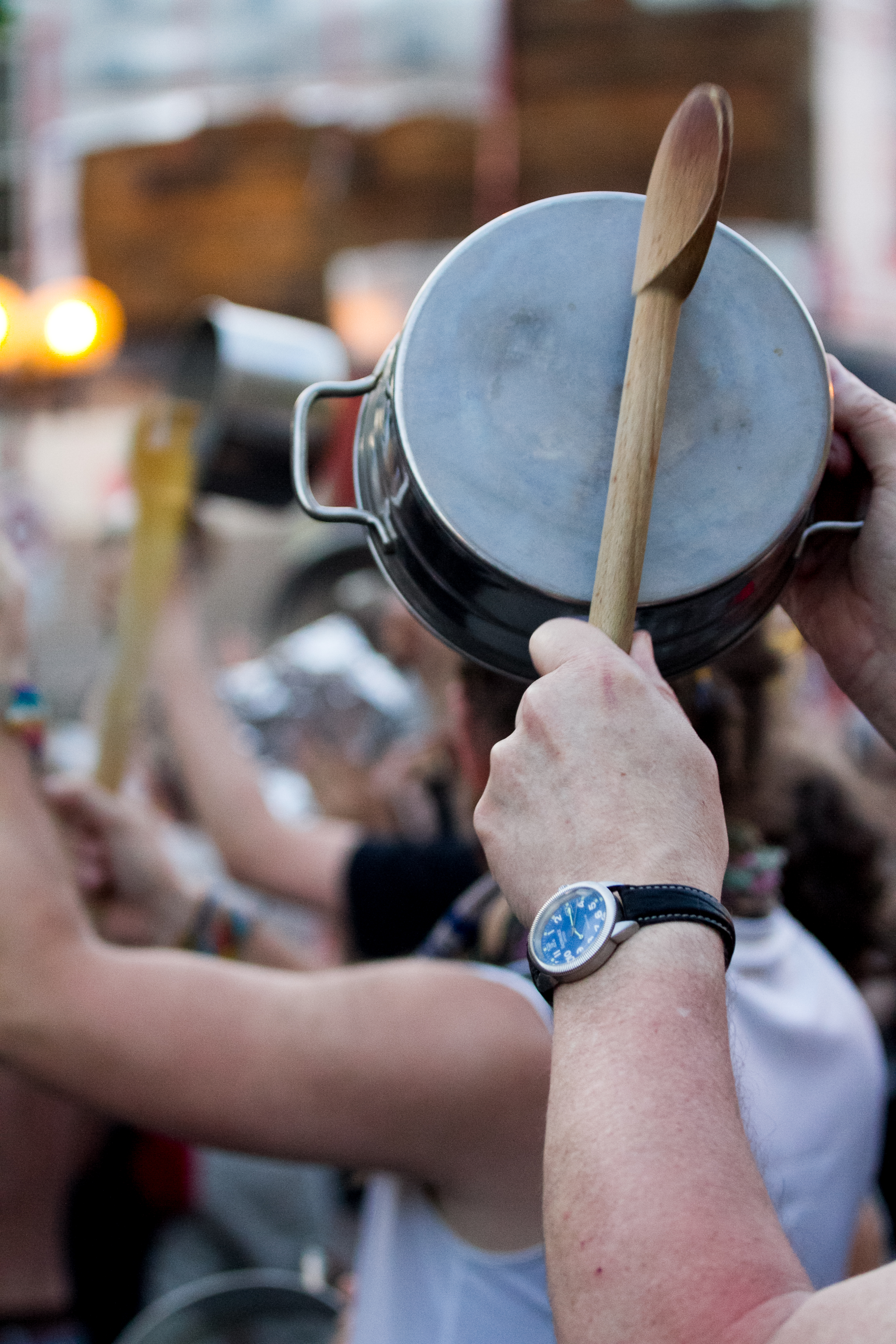

كصرلآزو أو كصرلآضا، شكل من أشكال الاحتجاج الشعبي يمارس في بعض البلدان الناطقة بالإسبانية، الأرجنتين خاصة. يتألف من مجموعة من الناس الذين يخلقون ضوضاء عن طريق ضرب القدور والمقالي وغيرها من الأواني لجذب الانتباه. ميزة هذا النوع من المظاهرة هو أن الناس يحتجون من منازلهم، ويمكن بالتالي تحقيق مستوى عالي من الدعم والمشاركة.
الكلمة تأتي من كصرولا بالإسبانية، وتعني «وعاء». اللاحقة «آزو» تشير إلى فعل ضربة (ثقب أو الحذف)، ومددت مجازاً على أي نوع من المظاهرات.